# Augsburger Puppenkiste
L’Augsburger Puppenkiste è un teatro di marionette della città tedesca di Augusta.
Fu inaugurato con la prima dell'avventura fantastica “Der gestiefelte Kater” (Il gatto con gli stivali). Divenne famoso in tutta la Germania a partire dal 1953, quando i suoi spettacoli vennero filmati e trasmessi in televisione. Con cadenza regolare vennero prodotti degli spettacoli da mandare in onda nel periodo dell'Avvento.
Il teatro fu fondato da Walter e Rose Oehmichen all'interno di un ex ospedale; in seguito, rimase in ambito familiare quando venne rilevato dalla figlia Hannelore e da suo marito Hans Marschall. Oggi è gestito dai nipoti di Walters, Klaus e Jürgen Marschall.
Le star più conosciute del Puppenkiste sono Jim Knopf (1961/1962, 1976/1977) e Urmel (1969/1974). Oggi i programmi dell'Augsburger Puppenkiste sono ancora trasmessi in televisione, soprattutto come speciali. La serie televisiva del momento è “Baer Ralphie”, che percorre la Baviera approfondendo il mondo del lavoro e spiegandolo ai bambini; le “performance” fanno sempre tutto esaurito – anche per le settimane successive. Ogni anno, il clou è il “Kabarett”, che debutta la vigilia di Capodanno e continua fino alla fine della stagione, nel mese di giugno: è un festival di commedia, danza, arte e sguardo satirico sulle questioni del momento. La prima di questo spettacolo è seguita da molti personaggi locali importanti e i biglietti sono esauriti con molto anticipo.